# Protéine Ras
Pour les articles homonymes, voir RAS.

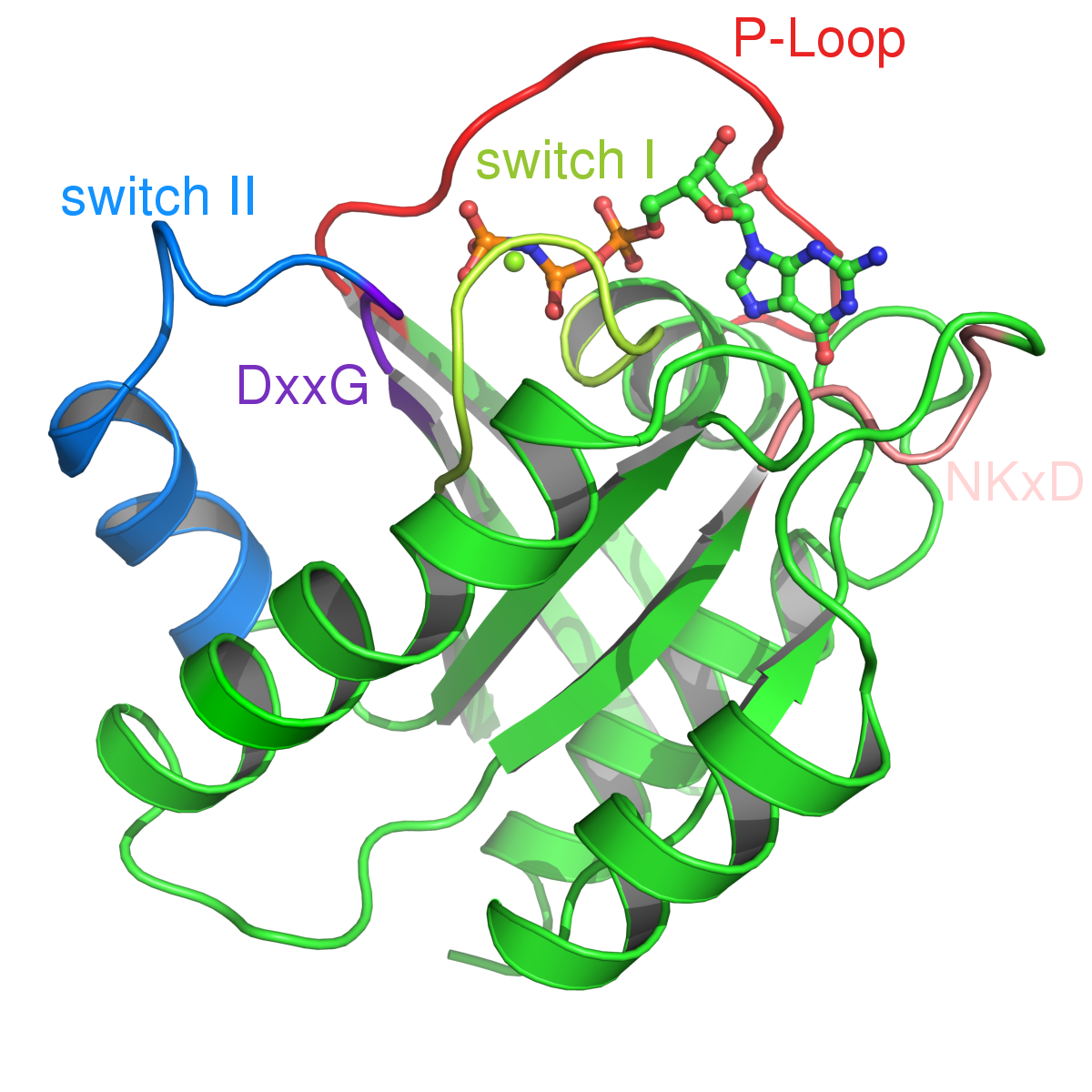
Représentation tri-dimensionnelle de la structure des protéines Ras

Les protéines Ras sont une famille de protéines, avec un rôle de protooncogène. Une tumeur sur quatre chez l'humain possède une mutation de ce gène.
Les protéines Ras sont des petites GTPases qui font partie de la famille des protéines G monomériques. Elles sont activées par les récepteurs membranaires des facteurs de croissance. 
Elles agissent sur plusieurs voies métaboliques par activation de kinases (cascade de phosphorylations). 

## Activité
Elles interviennent dans la régulation de la prolifération, de la différenciation et de la survie cellulaire ainsi que dans l'organisation du cytosquelette. Elles favorisent l'autophagie, ce qui entraîne la transformation cancéreuse des cellules.
Les protéines Ras font partie de la chaîne de signalisation cellulaire du récepteur-enzyme à activité tyrosine kinase. Ce récepteur est activé par l'EGF, un facteur de croissance épidermique. Après fixation de l'EGF à son récepteur, celui-ci se dimérise et on observe une phosphorylation des résidus tyrosine. Un adaptateur protéique [SH2] (en) lié à la protéine Grb2 vient se fixer sur une tyrosine phosphorylée. Cette protéine Grb2 permet l'activation de la protéine Sos qui elle-même va activer la protéine Ras. La protéine Ras activée déclenche alors une cascade de phosphorylations. Lors d'une mutation, c'est cette dernière qui est maintenue constamment activée augmentant la prolifération cellulaire.

## Modifications post-traductionnelles
Les protéines RAS, comme beaucoup d’autres protéines oncogènes (oncoprotéines), subissent une suite complexe de modifications post-traductionnelles qui sont initiées par l’ajout d’un lipide isoprénoïde par un processus dit de prénylation. Après la prénylation, ces protéines subissent habituellement une endoprotéolyse par la protéase Ras converting enzyme 1 (RCE1 (en)), puis une méthylation carboxyle par une méthyltransférase appelée isoprénylcystéine carboxyl méthyltransférase (ICMT (en)). Le but de la prénylation étant de donner un pouvoir hydrophobe à la protéine, la fixation de celle-ci aux membranes mais également de faciliter les interactions protéiques. L’inhibition des étapes post-prénylation de ces modifications, en particulier la méthylation catalysée par l’ICMT, pourrait contribuer à un contrôle de la prolifération cancéreuse. 